# San Fertús
San Fertús (Sant Fertús en aragonés) es una localidad española actualmente perteneciente al municipio de Boltaña, en la provincia de Huesca. Pertenece a la comarca del Sobrarbe, en la comunidad autónoma de Aragón.
- Datos: Q9073434